# Chipre en el Festival de la Canción de Eurovisión 2022
Chipre participó en el LXVI Festival de la Canción de Eurovisión, que se celebró en Turín, Italia del 10 al 14 de mayo de 2022, tras la victoria de Måneskin con la canción «Zitti e buoni». La Corporación Chipriota de Radiodifusión, encargada de la participación chipriota en el festival, decidió utilizar un método de selección interna para elegir su representante en el festival eurovisivo, anunciando como representante a la cantante griega Andromache con el uptempo folk «Ela».
Si bien la cantante no figuró entre los favoritos de las casas de apuestas, si se convirtió en una fan favourite para los seguidores del festival, llegándose a colocar en el 12° lugar en la OGAE Poll 2022, encuesta realizada entre las asociaciones de fanes del festival de los distintos países. Finalmente, Chipre sería eliminada en la segunda semifinal tras obtener 63 puntos que la ubicaron en 12.ª posición.

## Historia de Chipre en el Festival
Chipre debutó en el festival de 1981, participando desde entonces en 38 ocasiones. El mejor resultado de Chipre es el 2.° lugar obtenido por Eleni Foureira con la canción «Fuego» en 2018. Previamente Chipre había alcanzado la 5.ª posición en 3 ocasiones: en 1982 con Anna Vissi y la canción «Mono i agapi», en 1997 con Hara & Andreas Constantinou con la canción folk «Mana mou» y la tercera ocasión en 2004 con Lisa Andreas y la balada «Stronger every minute». Aunque es un país regular dentro de la gran final, Chipre solo se ha clasificado en 10 ocasiones dentro de los 10 mejores del concurso. Chipre también es reconocido dentro de las votaciones por sus constante intercambio de puntos con Grecia.
En 2021, la artista seleccionada internamente, la cantante griega Elena Tsagrinou, se colocó en 16.ª posición con 94 puntos en la gran final, con el tema «El Diablo».

## Representante para Eurovisión

### Elección Interna
Chipre confirmó su participación en el Festival de la Canción de Eurovisión de Turín 2022 tras ser incluida en la lista oficial de participantes el 20 de octubre de 2021. Previamente, un mes antes, la CyBC había confirmado un acuerdo con la discográfica Panik Records para realizar una final nacional con miras al festival de 2023. Durante varios meses la prensa local e internacional hizo eco de rumores de posibles representantes como Tania Breazou con un tema de Michalis Hatzigiannis, la exrepresentante de Grecia en 2008 Kalomoira y la cantante greco-estadounidense Evangelia, quien confirmó haber enviado canciones a la CyBC. El 19 de enero de 2022, el editor en jefe del magacín Tv mania Konstantinos Hampalis declaró que la CyBC aun no había decidido su representante en Eurovisión, confirmando que primero seleccionarían la canción para posteriormente buscar el artista que la interpretaría. Según información en OGAE Grecia, en febrero de 2022 se confirmó que la canción seleccionada se encontraba en su última fase de producción siendo un corte de tema étnico y la selección del artista todavía se encontraba pendiente. Durante estos días la prensa ya rumoraba la selección de la cantante Andromachi Dimitropoulou como la cantante representante del país.
Finalmente, se confirmó el 6 de marzo que tres días después se anunciaría la canción y el cantante seleccionados para participar en el festival. El día 9 de marzo, en el programa de televisión OLA STON AERA a las 16:30 hora local, se anunció a Andromachi como la representante con el tema «Ela», un uptempo de corte étnico compuesto por el equipo conformado por Alex Papaconstantinou, Arash, Eyelar Mirzazadeh, Fatjon Miftaraj, Filloreta "Fifi" Raçi, Geraldo Sandell, Giorgos Papadopoulos, Robert Uhlmann, Viktor Svensson e Yll Limani.

## En Eurovisión
De acuerdo a las reglas del festival, todos los concursantes iniciaron desde las semifinales, a excepción del anfitrión (en este caso, Italia) y el Big Five compuesto por Alemania, España, Francia, la misma Italia y Reino Unido. En el sorteo realizado el 25 de enero de 2022, Chipre fue sorteada en la segunda semifinal del festival. En este mismo sorteo, se determinó que participaría en la primera mitad de la semifinal (posiciones 1-9). Semanas después, ya conocidos los artistas y sus respectivas canciones participantes, la producción del programa dio a conocer el orden de actuación, determinando que el país participaría en la novena posición, precedida por Australia y seguida de Irlanda.
Los comentarios para Chipre corrieron por parte de Melina Karageorgiou y Alexandros Taramountas en la transmisión por televisión. El portavoz de la votación del jurado profesional chipriota fue por décima ocasión Loukas Hamatsos.

### Semifinal 2

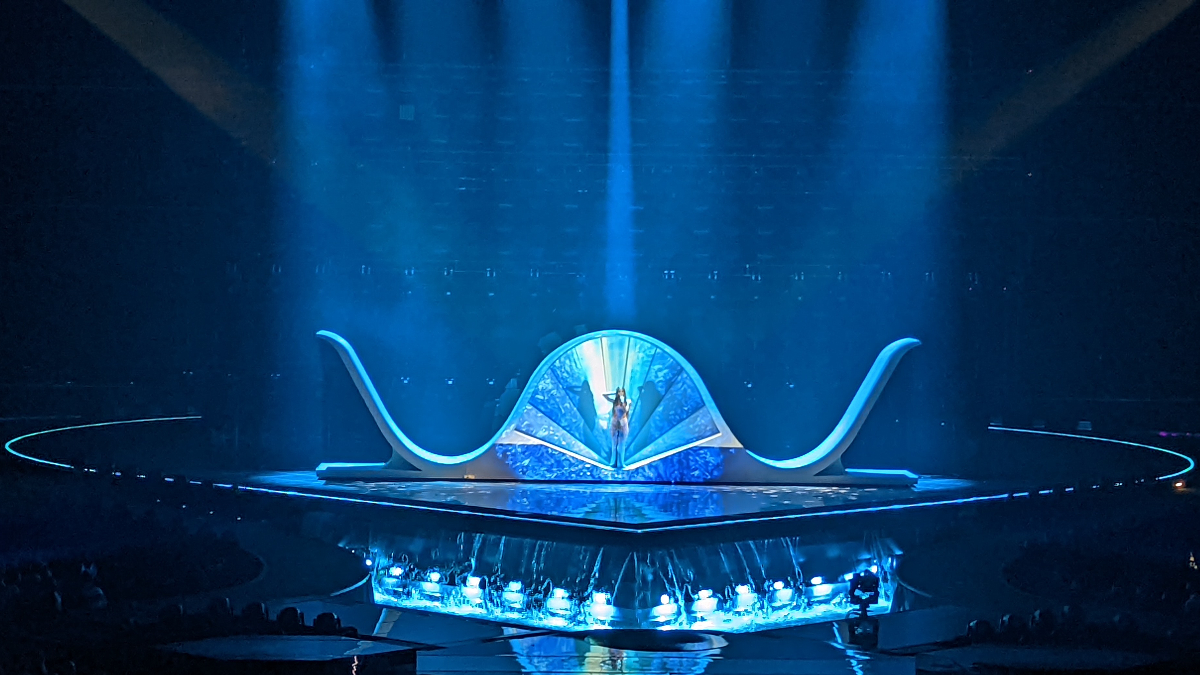
Andromache durante la segunda semifinal.

Andromache tomó parte de los ensayos los días 2 y 6 de mayo así como de los ensayos generales con vestuario de la segunda semifinal los días 11 y 12 de mayo. El ensayo general de la tarde del 11 fue tomado en cuenta por los jurados profesionales para emitir sus votos, que representaron el 50% de los puntos. Chipre se presentó en la posición 9, detrás de Irlanda y por delante de Australia.
La actuación chipriota fue conceptualizada por Marvin Dietmann junto a Dan Shipton. En la actuación, Andromache fue acompañada por dos bailarinas: Nefeli Theodotou quien también fungió como coreografa de la actuación y Despina Lagoudaki. Andromache usó un vestido color beige confeccionado por Stelios Koudounaris. En el escenario se colocó una estructura similar a una concha con Andromache actuando en medio donde se realizaron distintas proyecciones de colores azul, rosa y dorado mientras las bailarinas actuaban a cada lado de Andromache. El fondo LED se mantuvo apagado usandose solo iluminación por medio de los focos de la pantalla secundaria que hacían distintos efectos en colores azules y dorados. También destacó la importante presencia de la cascada del escenario, siendo enfocada en muchos planos de la actuación manteniéndose iluminada en azul todo el tiempo.
Al final del show, Chipre no fue anunciada como uno de los países clasificados para la gran final. Los resultados revelados una vez terminado el festival, posicionaron a Chipre en 12° lugar de la semifinal con un total de 63 puntos, habiendo obtenido la 9.ª posición del público con 54 puntos y obteniendo el 18° y último lugar del jurado profesional con 9 puntos. Esta se convirtió en la primera ocasión desde 2013 que Chipre queda eliminada en la semifinal, rompiendo una racha de 6 semifinales superadas consecutivas.

### Votación

#### Puntuación a Chipre

##### Semifinal 2
| Jurado                | Jurado       | Jurado       | Jurado    | Jurado                                            |
| 12 puntos             | 10 puntos    | 8 puntos     | 7 puntos  | 6 puntos                                          |
| --------------------- | ------------ | ------------ | --------- | ------------------------------------------------- |
|                       |              |              |           |                                                   |
| 5 puntos              | 4 puntos     | 3 puntos     | 2 puntos  | 1 punto                                           |
|                       | - Irlanda    | - Finlandia  | - Suecia  |                                                   |
| Televoto              |              |              |           |                                                   |
| 12 puntos             | 10 puntos    | 8 puntos     | 7 puntos  | 6 puntos                                          |
| - Azerbaiyán          | - Serbia     | - Montenegro | - Rumania |                                                   |
| 5 puntos              | 4 puntos     | 3 puntos     | 2 puntos  | 1 punto                                           |
| - Macedonia del Norte | - San Marino | - Polonia    |           | - España - Georgia - Malta - Reino Unido - Suecia |

#### Votación realizada por Chipre
| Puntos    | Jurado          | Televoto        |
| --------- | --------------- | --------------- |
| 12 puntos | Suecia          | Serbia          |
| 10 puntos | Australia       | Rumania         |
| 8 puntos  | Polonia         | Polonia         |
| 7 puntos  | Estonia         | Suecia          |
| 6 puntos  | Azerbaiyán      | Bélgica         |
| 5 puntos  | Serbia          | República Checa |
| 4 puntos  | República Checa | Australia       |
| 3 puntos  | Bélgica         | Estonia         |
| 2 puntos  | Finlandia       | Finlandia       |
| 1 punto   | Irlanda         | Malta           |

| Puntos    | Jurado      | Televoto    |
| --------- | ----------- | ----------- |
| 12 puntos | Grecia      | Ucrania     |
| 10 puntos | Azerbaiyán  | Grecia      |
| 8 puntos  | Australia   | España      |
| 7 puntos  | Ucrania     | Serbia      |
| 6 puntos  | España      | Reino Unido |
| 5 puntos  | Suecia      | Italia      |
| 4 puntos  | Serbia      | Rumania     |
| 3 puntos  | Reino Unido | Polonia     |
| 2 puntos  | Bélgica     | Lituania    |
| 1 punto   | Italia      | Armenia     |

##### Desglose
El jurado chipriota estuvo compuesto por:
- Athena
- Estela
- George
- Liza
- Pashias

| Semifinal 2 | Semifinal 2         | Semifinal 2                | Semifinal 2                | Semifinal 2                | Semifinal 2                | Semifinal 2                | Semifinal 2                | Semifinal 2                | Semifinal 2                | Semifinal 2                |
| N.º         | País                | Jurado                     | Jurado                     | Jurado                     | Jurado                     | Jurado                     | Jurado                     | Jurado                     | Televoto                   | Televoto                   |
| N.º         | País                | Jurado A                   | Jurado B                   | Jurado C                   | Jurado D                   | Jurado E                   | Ranking                    | Puntos                     | Ranking                    | Puntos                     |
| ----------- | ------------------- | -------------------------- | -------------------------- | -------------------------- | -------------------------- | -------------------------- | -------------------------- | -------------------------- | -------------------------- | -------------------------- |
| 01          | Finlandia           | 7                          | 11                         | 12                         | 11                         | 7                          | 9                          | 2                          | 9                          | 2                          |
| 02          | Israel              | 13                         | 9                          | 8                          | 9                          | 16                         | 11                         |                            | 11                         |                            |
| 03          | Serbia              | 4                          | 2                          | 14                         | 12                         | 5                          | 6                          | 5                          | 1                          | 12                         |
| 04          | Azerbaiyán          | 17                         | 12                         | 1                          | 1                          | 10                         | 5                          | 6                          | 13                         |                            |
| 05          | Georgia             | 11                         | 7                          | 15                         | 14                         | 14                         | 14                         |                            | 16                         |                            |
| 06          | Malta               | 16                         | 13                         | 10                         | 6                          | 13                         | 12                         |                            | 10                         | 1                          |
| 07          | San Marino          | 15                         | 14                         | 11                         | 8                          | 15                         | 15                         |                            | 12                         |                            |
| 08          | Australia           | 3                          | 4                          | 3                          | 2                          | 3                          | 2                          | 10                         | 7                          | 4                          |
| 09          | Chipre              | -------------------------- | -------------------------- | -------------------------- | -------------------------- | -------------------------- | -------------------------- | -------------------------- | -------------------------- | -------------------------- |
| 10          | Irlanda             | 12                         | 10                         | 6                          | 10                         | 11                         | 10                         | 1                          | 14                         |                            |
| 11          | Macedonia del Norte | 9                          | 16                         | 17                         | 17                         | 17                         | 17                         |                            | 15                         |                            |
| 12          | Estonia             | 5                          | 5                          | 4                          | 7                          | 4                          | 4                          | 7                          | 8                          | 3                          |
| 13          | Rumania             | 14                         | 17                         | 13                         | 13                         | 12                         | 16                         |                            | 2                          | 10                         |
| 14          | Polonia             | 2                          | 3                          | 9                          | 4                          | 2                          | 3                          | 8                          | 3                          | 8                          |
| 15          | Montenegro          | 10                         | 8                          | 16                         | 15                         | 9                          | 13                         |                            | 17                         |                            |
| 16          | Bélgica             | 8                          | 15                         | 5                          | 5                          | 8                          | 8                          | 3                          | 5                          | 6                          |
| 17          | Suecia              | 1                          | 1                          | 2                          | 3                          | 1                          | 1                          | 12                         | 4                          | 7                          |
| 18          | República Checa     | 6                          | 6                          | 7                          | 16                         | 6                          | 7                          | 4                          | 6                          | 5                          |

| Final | Final           | Final    | Final    | Final    | Final    | Final    | Final   | Final  | Final    | Final    |
| N.º   | País            | Jurado   | Jurado   | Jurado   | Jurado   | Jurado   | Jurado  | Jurado | Televoto | Televoto |
| N.º   | País            | Jurado A | Jurado B | Jurado C | Jurado D | Jurado E | Ranking | Puntos | Ranking  | Puntos   |
| ----- | --------------- | -------- | -------- | -------- | -------- | -------- | ------- | ------ | -------- | -------- |
| 01    | República Checa | 11       | 19       | 9        | 20       | 6        | 13      |        | 24       |          |
| 02    | Rumania         | 25       | 18       | 16       | 12       | 14       | 21      |        | 7        | 4        |
| 03    | Portugal        | 21       | 24       | 22       | 23       | 21       | 25      |        | 21       |          |
| 04    | Finlandia       | 7        | 17       | 21       | 15       | 7        | 14      |        | 14       |          |
| 05    | Suiza           | 20       | 13       | 20       | 6        | 18       | 17      |        | 23       |          |
| 06    | Francia         | 19       | 23       | 4        | 22       | 12       | 15      |        | 20       |          |
| 07    | Noruega         | 18       | 9        | 6        | 9        | 16       | 11      |        | 13       |          |
| 08    | Armenia         | 17       | 14       | 23       | 18       | 17       | 22      |        | 10       | 1        |
| 09    | Italia          | 9        | 16       | 5        | 10       | 22       | 10      | 1      | 6        | 5        |
| 10    | España          | 16       | 12       | 1        | 2        | 8        | 5       | 6      | 3        | 8        |
| 11    | Países Bajos    | 13       | 22       | 10       | 21       | 23       | 20      |        | 18       |          |
| 12    | Ucrania         | 2        | 5        | 14       | 24       | 1        | 4       | 7      | 1        | 12       |
| 13    | Alemania        | 14       | 21       | 24       | 14       | 9        | 18      |        | 15       |          |
| 14    | Lituania        | 23       | 20       | 17       | 13       | 24       | 23      |        | 9        | 2        |
| 15    | Azerbaiyán      | 4        | 4        | 2        | 1        | 11       | 2       | 10     | 22       |          |
| 16    | Bélgica         | 10       | 6        | 13       | 8        | 10       | 9       | 2      | 19       |          |
| 17    | Grecia          | 1        | 2        | 3        | 4        | 5        | 1       | 12     | 2        | 10       |
| 18    | Islandia        | 15       | 25       | 25       | 25       | 25       | 24      |        | 25       |          |
| 19    | Moldavia        | 24       | 15       | 18       | 11       | 15       | 19      |        | 11       |          |
| 20    | Suecia          | 6        | 11       | 7        | 7        | 3        | 6       | 5      | 12       |          |
| 21    | Australia       | 3        | 3        | 11       | 3        | 2        | 3       | 8      | 16       |          |
| 22    | Reino Unido     | 12       | 8        | 8        | 5        | 13       | 8       | 3      | 5        | 6        |
| 23    | Polonia         | 5        | 7        | 19       | 16       | 19       | 12      |        | 8        | 3        |
| 24    | Serbia          | 22       | 1        | 15       | 19       | 4        | 7       | 4      | 4        | 7        |
| 25    | Estonia         | 8        | 10       | 12       | 17       | 20       | 16      |        | 17       |          |